# Mixcum
Mixcum es una localidad del estado mexicano de Chiapas. Es parte del municipio de Cacahoatán.

## Demografía
| Gráfica de evolución demográfica |
|                                  |

| Censo | Población |
| ----- | --------- |
| 1921  | 234       |
| 1930  | 301       |
| 1940  | 396       |
| 1950  | 445       |
| 1960  | 652       |
| 1970  | 660       |
| 1980  | 1 003     |
| 1990  | 1 280     |
| 2000  | 1 364     |
| 2010  | 1 502     |
| 2020  | 1 781     |